# 安宅丸

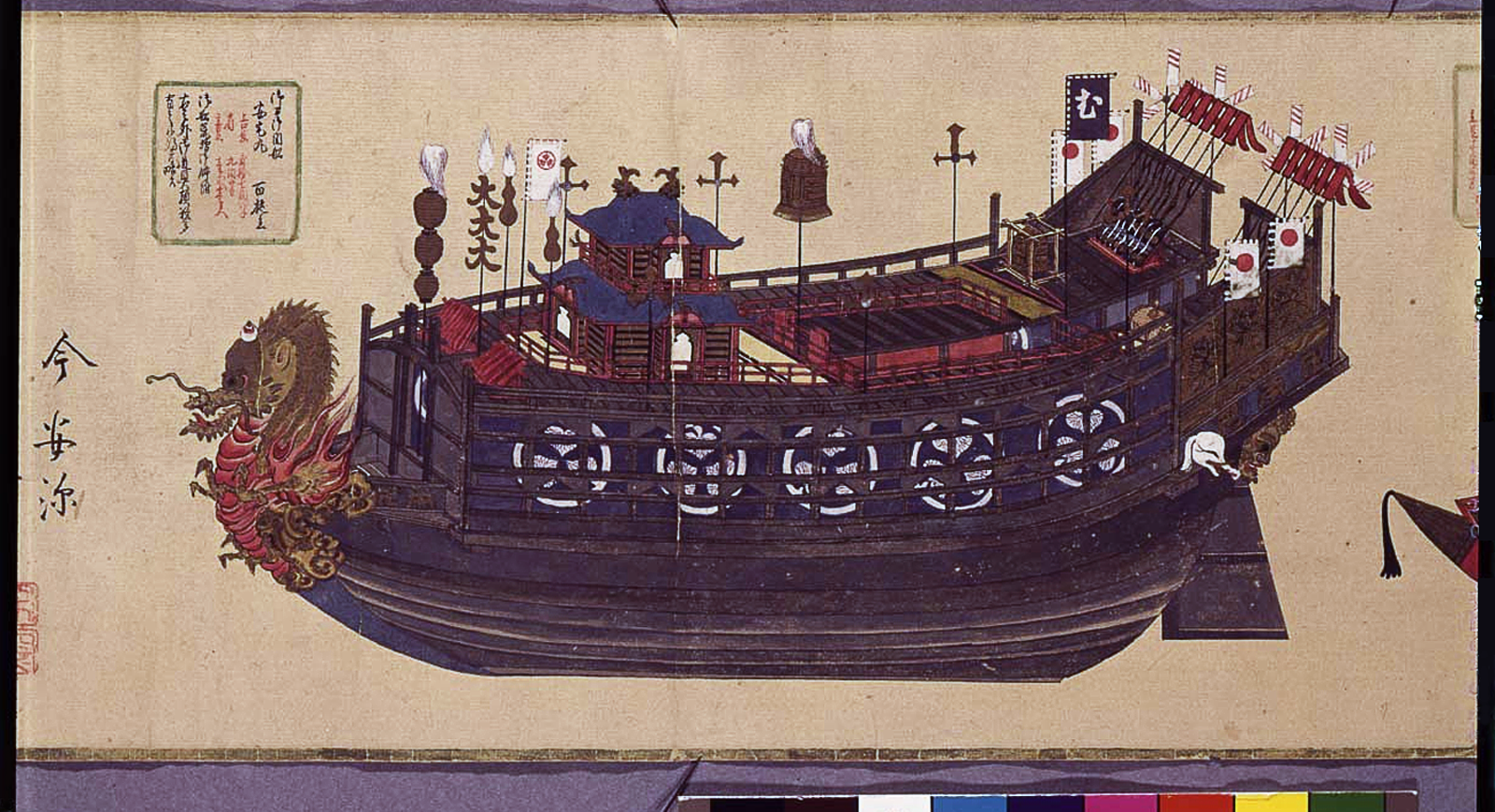
『御船図』安宅丸。19世紀の想像図。

安宅丸（あたけまる）は、江戸時代初期に江戸幕府第三代将軍の徳川家光が向井将監に命じて新造した、軍船形式の御座船である。別名は天下丸。

## 船歴
建造地は伊豆国の伊東、三島、相模国の三浦、三崎と史料により異なっているが、信憑性の高い史料を見ると伊豆ないし伊東となっており、またウィリアム・アダムスによる洋式船建造も行われていることから伊豆ではないかと思われる。
建造年も史料によりさまざまだが、建造地の場合と同様に選別すると寛永9年6月25日（1632年8月10日）に建造命令、寛永11年9月28日（1634年11月18日）に完成と思われる。
「安宅丸」は10月に江戸へ回航され、寛永12年6月2日（1635年7月15日）に品川沖で家光が試乗した。回航から試乗までの間には天守などの艤装が行われたと思われる。「安宅丸」は深川沖に浮かべられていた。
慶安3年（1650年）から約3年かけて修理が行われ、寛文2年（1662年）には2回目の修理が行われた。延宝6年（1678年）にも修理が計画されたが、これは実施されずに終わった。この時には修理担当者が1名伊豆大島に流罪となる事件が起こっている。天和2年（1682年）に「安宅丸」は解体された。

## 諸元と構造
「安宅丸」は上口長156尺5寸（47.4メートル）、竜骨長125尺（37.9メートル）、横幅53尺6寸（16.2メートル）、深さ11尺（3.3メートル）で、満載排水量は推定で約1700トン。船体は全体が厚さ約3mmの銅板でおおわれており、これは船底はフナクイムシ対策、他は炮録（焼夷弾のようなもの）等による攻撃を想定した防火用と考えられる。
全体は和洋折衷の船型で船首に長さ3間の竜頭を置き、上部は安宅船に準じた日本式の軍船艤装を施し、2層の総櫓で船首側に2層の天守を備え、その巨大さから「日本一の御舟」などと呼ばれ、江戸の名物の一つでもあった。外板の厚みは1尺（棚板7寸、包板3寸）もあり、当時の関船を主力とした他の大名の水軍力では破壊は不可能であった。艪（ろ）数は2人掛りの100挺であった。
建造を命じたのは徳川秀忠であり、その後に将軍職を襲った家光によって絢爛豪華な装飾が付けられたという。
維持費用が大きく、奢侈引き締め政策の影響もあり、天和2年（1682年）に幕府によって解体された。以後は、関船系の「天地丸」が幕府の最大艦となった。
後年には、巨大さ・豪華さのために多くのテキストに記述されたが、ほとんどの場合に誇張や誤りがあり、『徳川実紀』ですら誤伝を採録している。また、「蔵の中で伊豆に帰りたがった」「解体後の板を穴蔵の蓋に用いていたが、それを安宅丸の魂がゆるさず召使いの女に憑いて主人を脅し蔵を作りかえさせた」などの民俗伝承も生まれた。

## 安宅丸に由来する事物・名称
安宅丸は長い間、新大橋付近に係留されていた。このため、新大橋付近を指して「あたけ」という呼び名が生まれ、本船が解体されたのちにもその名が残り、安政3年（1856年）に制作された歌川広重の『名所江戸百景』の1枚には『大はしあたけの夕立』の題が付けられている。

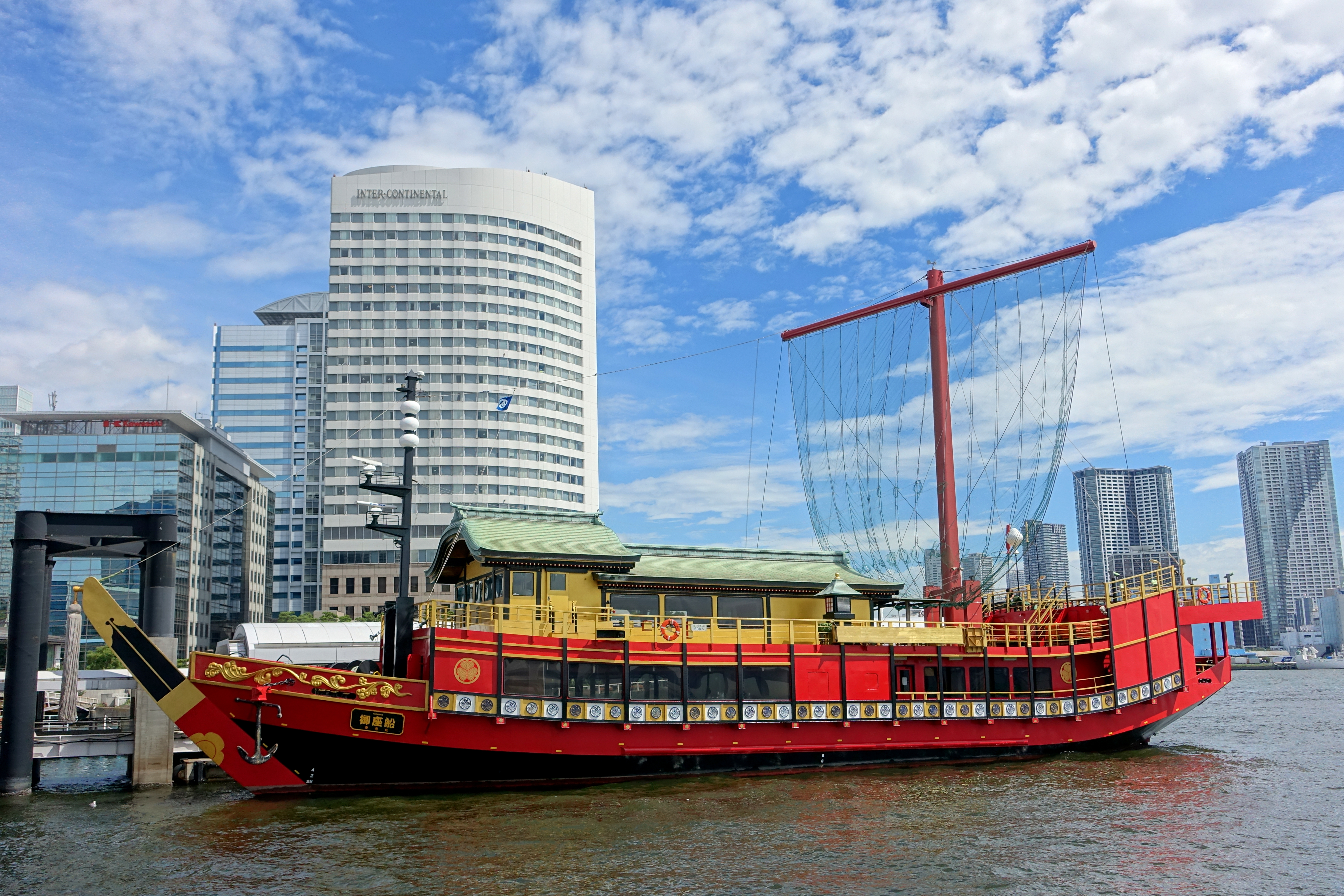
安宅丸をテーマにした観光船（東京）

現代の東京湾では、外見を模した遊覧船「御座船安宅丸」が東京都観光汽船により、日の出桟橋発着で観光クルーズをおこなっていた（現在は運行終了）。排水量486トンで、全長は約50メートルである。2021年10月より、神戸港での遊覧をおこなっている。